# Cañaveral de León
Cañaveral de León er en by og kommune i det sydvestlige Spanien i provinsen Huelva. Den har et indbyggertal på 381 (2024) indbyggere.